# Benoit Benjamin
Lenard Benoit Benjamin (Monroe, Luisiana; 22 de noviembre de 1964) es un exjugador de baloncesto estadounidense que jugó durante 15 temporadas en la NBA. Con 2,13 metros de altura, jugaba en la posición de pívot.

## Trayectoria deportiva

### Universidad
Jugó durante 3 temporadas con los Bluejays de la Universidad Creighton, con los que promedió 17,7 puntos, 11,3 rebotes y 4,6 tapones por partido. En 1985 fue elegido en el tercer equipo All-American.

### Profesional
Fue elegido en la tercera posición del Draft de la NBA de 1985 por Los Angeles Clippers, donde jugó durante 5 temporadas y media. A pesar de que sus cifras rondaron siempre los dobles dígitos en puntos y rebotes, nunca llegó a cumplir las expectativas creadas. Fue traspasado a Seattle Supersonics, y posteriormente recaló en Los Angeles Lakers, donde tan solo jugó media temporada. En 1993 fichó por New Jersey Nets, donde pareció resurgir en las dos temporadas que permaneció allí, pero sus números no eran lo que se esperaba de él. Se convirtió en un jornalero, jugando en sus últimos 5 años de carrera en 5 equipos NBA diferentes, además de una breve incursión en la A1 Ethniki de Grecia, jugando 8 partidos con el Peristeri de Atenas, donde promedió 9,8 puntos y 8,5 rebotes en 1998, y 9 partidos con el Atenas de Córdoba de la Liga Nacional de Básquet de Argentina.
En sus 15 temporadas como profesional promedió 11,4 puntos, 7,5 rebotes y 2 tapones por partido. Su mayor logro en la liga fue aparecer en 6 ocasiones entre los 10 mejores taponadores.

## Estadísticas de su carrera en la NBA

### Temporada regular
| Año     | Equipo        | PJ  | PT  | MPP  | %TC  | %3P  | %TL  | RPP  | APP | ROB | TPP | PPP  |
| ------- | ------------- | --- | --- | ---- | ---- | ---- | ---- | ---- | --- | --- | --- | ---- |
| 1985–86 | L.A. Clippers | 79  | 37  | 26.4 | .490 | .333 | .746 | 7.6  | 1.0 | 0.8 | 2.6 | 11.1 |
| 1986–87 | L.A. Clippers | 72  | 61  | 31.0 | .449 | .000 | .715 | 8.1  | 1.9 | 0.8 | 2.6 | 11.5 |
| 1987–88 | L.A. Clippers | 66  | 59  | 32.9 | .491 | .000 | .706 | 8.0  | 2.6 | 0.8 | 3.4 | 13.0 |
| 1988–89 | L.A. Clippers | 79  | 62  | 32.7 | .541 | .000 | .744 | 8.8  | 2.0 | 0.7 | 2.8 | 16.4 |
| 1989–90 | L.A. Clippers | 71  | 58  | 32.6 | .526 | .000 | .732 | 9.3  | 2.2 | 0.8 | 2.6 | 13.5 |
| 1990–91 | L.A. Clippers | 39  | 38  | 34.3 | .492 | .000 | .728 | 12.0 | 1.9 | 0.7 | 2.3 | 14.9 |
| 1990–91 | Seattle       | 31  | 27  | 29.0 | .502 | .000 | .690 | 8.2  | 1.5 | 0.9 | 1.7 | 12.9 |
| 1991–92 | Seattle       | 63  | 61  | 30.8 | .478 | .000 | .687 | 8.1  | 1.2 | 0.6 | 1.9 | 14.0 |
| 1992–93 | Seattle       | 31  | 6   | 14.5 | .497 | .000 | .701 | 3.6  | 0.4 | 0.5 | 1.1 | 6.7  |
| 1992–93 | L.A. Lakers   | 28  | 0   | 10.9 | .481 | .000 | .595 | 3.4  | 0.4 | 0.5 | 0.5 | 4.5  |
| 1993–94 | New Jersey    | 77  | 74  | 23.6 | .480 | .000 | .710 | 6.5  | 0.6 | 0.5 | 1.2 | 9.3  |
| 1994–95 | New Jersey    | 61  | 57  | 26.2 | .510 | .000 | .760 | 7.2  | 0.6 | 0.4 | 1.0 | 11.1 |
| 1995–96 | Vancouver     | 13  | 13  | 31.1 | .441 | .000 | .696 | 7.9  | 1.2 | 0.8 | 1.2 | 13.9 |
| 1995–96 | Milwaukee     | 70  | 58  | 21.3 | .520 | .000 | .732 | 6.2  | 0.7 | 0.5 | 1.0 | 7.8  |
| 1996–97 | Toronto       | 4   | 3   | 11.0 | .417 | .000 | .750 | 2.3  | 0.3 | 0.3 | 0.0 | 3.3  |
| 1997–98 | Philadelphia  | 14  | 0   | 14.1 | .537 | .000 | .633 | 3.8  | 0.2 | 0.3 | 0.3 | 4.5  |
| 1998–99 | Philadelphia  | 6   | 0   | 5.5  | .286 | .000 | .000 | 1.3  | 0.2 | 0.0 | 0.0 | 0.7  |
| 1999–00 | Cleveland     | 3   | 0   | 2.7  | .333 | .000 | .000 | 0.3  | 0.0 | 0.0 | 0.3 | 0.7  |
| Total   | Total         | 807 | 614 | 27.2 | .497 | .048 | .721 | 7.5  | 1.3 | 0.6 | 2.0 | 11.4 |

### Playoffs
| Año     | Equipo     | PJ | PT | MPP  | %TC  | %3P  | %TL  | RPP | APP | ROB | TPP | PPP  |
| ------- | ---------- | -- | -- | ---- | ---- | ---- | ---- | --- | --- | --- | --- | ---- |
| 1990–91 | Seattle    | 5  | 5  | 32.6 | .488 | .000 | .906 | 6.6 | 0.2 | 0.6 | 2.6 | 13.8 |
| 1991–92 | Seattle    | 9  | 4  | 17.9 | .561 | .000 | .500 | 5.1 | 0.6 | 0.6 | 1.4 | 6.1  |
| 1993–94 | New Jersey | 4  | 4  | 27.0 | .412 | .000 | .875 | 5.3 | 0.3 | 0.5 | 2.0 | 5.3  |
| Total   | Total      | 18 | 13 | 24.0 | .505 | .000 | .776 | 5.6 | 0.4 | 0.6 | 1.9 | 8.1  |